# Донецька мафія. Антологія
«Доне́цька ма́фія» (рос. «Донецкая мафия») — книга, яка мала великий політичний резонанс в Україні, видана в 2006-у році (російською мовою «Донецкая мафия. Антология»), перевидана з доповненнями в 2008-у році (українською мовою «Донецька мафія. Перезавантаження»).
Автор книги — Сергій Кузін; замовник та видавець — фонд Бориса Пенчука «Антикорупція». Книга викликає інтерес тим, що в ній проаналізовано події в Донецькій області (в період «буремних 1990-х», тобто з кінця 1980-х до перших років 2000-х), адже політична команда «донецьких» з початку 2000-х років стала претендувати на першість в українській політиці.
Книга побудована як збірка статей про 50 найвідоміших діячів Донбасу (Донецької та Луганської областей), які згадувалися в пресі у зв'язку з резонансними злочинами та перерозподілом власності на Донбасі. Книга містить вимогу до влади: розслідувати замовні вбивства півсотні осіб в Донбасі. Треба зазначити, що деякі з цих «замовних вбивств у Донбасі» досі (2013 рік) є важливими чинниками української політики (наприклад, справа Щербаня).
В 2006 році на книжковому конкурсі, який проводився під егідою журналу «Кореспондент» книжка «Донецька мафія» зайняла перше місце в номінації «Документалістика» та третє місце в номінації «Найкраща українська книжка року».
В 2008 році автора книги Бориса Пенчука районний суд Донецька засудив на 8 років позбавлення волі в колонії суворого режиму з повною конфіскацією майна «за наклеп» в книжці «Донецька мафія» на мультимільйонера та екс-голову Донецької обласної ради Бориса Колеснікова.
23 лютого 2010 року Верховний Суд України скасував Пенчуку вирок за статтею «вимагання», тобто частково виправдав його, але станом на середину 2013 Борис Пенчук залишається в ув'язненні в Житомирській області.

## Твори з аналогічною тематикою
В листопаді 2002 року президент Кучма дещо несподівано призначив «перший уряд Януковича» — з цього часу центральні ЗМІ України починають жваво обговорювати тему «донецьких», зокрема, в центральній пресі України було опубліковано чимало фактів про те, що в 1990-і роки в Донецькій області було здійснено десятки замовних вбивств бізнесменів, і мільярдні статки фінансових груп створювалися (в багатьох випадках) кримінальними методами. З цього часу Донецька область отримала імідж  найбільш криміналізованого регіону України; а в пресі закріпилися терміни «донецька мафія» або «донецька організована злочинність». Хоча щодо інших регіонів України такі терміни як «мафія» в пресі практично не вживалися.

## Висвітлення теми
- Найвідоміші книжки та відеофільмами за темою «донецької організованої злочинності»:
2002 — видана книжка редактора донецької газети «Кримінал-Експрес» Олександра Кучинського — «Хроника донецкого бандитизма» (російською мовою).[1]
- 2003—2004 — донецький журналіст Олександр Тимошенко [Архівовано 10 лютого 2017 у Wayback Machine.] створив в інтернеті компілятивний довідник «Кривава історія Донецька»[4] (рос. мовою, остання редакція сайту була здійснена у вересні 2004).[4]
- березень 2006 — за кілька тижнів до парламентських виборів 2006 року київське видавництво «Поліграфкнига» видало книжку «Донецкая мафия. Антология» [Архівовано 21 серпня 2014 у Wayback Machine.] (російською мовою) тиражем 5 тис. примірників.[1] Авторські права належать Сергію Кузіну та Борису Пенчуку. Книга перевидана (з доповненнями) 2008 року під назвою «Донецька мафія. Перезавантаження» (українською мовою).
- 2007 — в часи підготовки до парламентських виборів 2007 року вийшли документальні фільми:

- - Фільм журналіста Володимира Ар'єва «Донецька мафія» (28 хвилин, українською мовою) [Архівовано 24 травня 2014 у Wayback Machine.], фільм було показано на ТБ України влітку 2007 року, перед парламентськими виборами.
  - Фільм Олександра Миронюка «Кримінальна окупація» (62 хвилини, російською мовою), показано влітку 2007. [Архівовано 14 квітня 2014 у Wayback Machine.] — зокрема згадується Рінат Ахметов, який є родичем[5] Ахатя Брагіна. Дивись фрагмент цього фільму [Архівовано 5 квітня 2016 у Wayback Machine.] про Кушнарьова та Максима Курочкіна.

## Головні тези книжки
Зміст книжки складається:
- з фактичного матеріалу щодо «замовних вбивств в Донецьку в 1990-і» та щодо захоплення великих підприємств Донецького регіону за допомогою кримінальних методів;
- автори книжки роблять власні висновки про те, що лідери донбаського олігархічного клану причетні до фізичного усунення неугодних бізнесменів[6].

## Хронологія подій

### Справа універмагу «Білий лебідь»— важлива тема книжки
В лютому 2005 року Борис Пенчук та його батько Володимир Пенчук звинуватили Бориса Колеснікова в тому, що той (у 2002—2003 роках) змусив їх продати за безцінь акції найбільшого тогочасного універмагу Донецька «Білий лебідь» :
- «Він (Борис Колесніков) наполягав, він вимагав, і під загрозою смерті ми йому все віддали», — сказав колишній директор торгового центру Борис Пенчук в інтерв'ю тижневику «Грані плюс»[7]

Борис Пенчук пояснював, що:
1. З початку 2002 року на його батька (який тоді обіймав посаду Голови правління торгового центру «Білий лебідь») почався чинитися тиск з вимогою продати це підприємство: «Були всілякі наїзди, і кавказці якісь приїжджали, і наші місцеві бандити приїжджали… Батько довго лежав у лікарні, майже півроку, а я на жодні провокації не піддавався»[7], в арсеналі погроз були нічні дзвінки, повідомлення про мінування, стрілянина[7].
2. Зрештою акції були передані згідно договору купівлі-продажу (фотокопії договорів опубліковані у книзі «Донецька мафія») — продавцем був Пенчук Володимир Олексійович, а покупцями двох пакетів Борис Вікторович Колесников та Ігор Леонідович Ахметов (рідний брат Ріната Ахметова): «В інтересах першого з них представник Іван Шакуров уклав договір про купівлю 112 416 акцій за 70 822 грн. 08 коп., а від імені другого — про купівлю 114 213 акцій за 71 954 грн. 19 коп. Тобто в обох випадках по 63 копійки за акцію, хоча навіть номінальна вартість їх, вказана в тому ж договорі, 2 грн. 78 коп… У мене є висновок державної експертизи про те, що 9 років тому одна акція коштували 44 гривні. Порівняйте це зі 63 копійками, зазначеними в договорі, чи навіть із 1,6 гривні, які він, як стверджує, заплатив»[3]. Тобто Борис Пенчук стверджує, що має «висновок державної експертизи» про те, що в 2002 році одна акція «Білого лебедя» коштувала 44 гривні, тобто підприємство було продане приблизно за соту частину його ринкової ціни[7] — за 142 776 грн. (це приблизно Тридцять тисяч доларів США, тобто на той час це ціна трикімнатної квартири в Донецьку, але ніяк не «найбільшого універмагу Донецька»).

Зі свого боку, Рінат Ахметов (як повідомляв донецький журналіст Олександр Тимошенко) пояснював ситуацію з «Білим лебедем» та «КриворіжСталлю» такими словами:
- «Представьте, что вы купили квартиру за три тысячи долларов, а спустя два года владелец приходит к вам и говорит, что квартира стоит пять и просит доплатить»[4].

Але наведене Ахметовим пояснення є не зовсім коректними, бо в даній справі «ключовим фактором» є не просто заниження ціни в півтора рази, а заниження ціни в сто разів при купівлі «Білого лебедя» (і вшестеро при купівлі КриворіжСталі) — саме це «стократне заниження ціни» є головною підставою для твердження про «кримінальний тиск» при продажу.

### Карна справа проти Колеснікова в 2005
Згідно заяви Бориса Пенчука, в лютому 2005 була відкрита карна справа «за фактом злочину»; а 11 квітня 2005 року Генеральна прокуратура України висунула обвинувачення особисто Борису Колесникову у скоєнні злочину, передбаченого ч.4 ст. 189 Кримінального кодексу України — «вимога передачі чужого майна або права на майно службовою особою з використанням свого службового становища, з погрозою вбивства, що завдало майнової шкоди в особливо великих розмірах», ця стаття передбачає покарання у вигляді позбавлення волі на строк від 7 до 12 років. Коментуючи цю справу, міністр МВС Луценко сказав, що на власника акцій Бориса Пенчука було скоєно три замахи на вбивство: одне — із вибухом, а два — із застосуванням автоматичної зброї.
В цей же час (з лютого 2005) проти Бориса Колеснікова була порушена справа про сепаратизм, який проявився на зборах в Сєвєродонецьку 28 листопада 2004 року, на яких приймалися постанови про вихід Донецької області та ряду інших зі складу України в разі, якщо на посаду президента не буде обрано Віктора Януковича.
6 квітня 2005 року Борис Колесников був заарештований та провів за ґратами три місяці (звільнений 13 липня 2005). Куратором справи був особисто міністр внутрішніх справ Юрій Луценко. Звільнення Колеснікова відбувалося, зокрема, з причини примирення президента Віктора Ющенка зі своїми колишнім опонентом Віктором Януковичем та «Партією регіонів».

### Видання книжки
У березні 2006 року (перед парламентськими виборами-2006) Борис Пенчук видав книжку «Донецька мафія» російською мовою. Але в наступні місяці — суди Донецька визнали Пенчука винним в наклепі на Колеснікова, почалося переслідування Пенчука та його сім'ї.

### Суди проти Пенчука. Зречення претензій до Колеснікова
У жовтні 2007 року (коли «Партія регіонів» вже програла вибори, й призначений Ющенком «уряд Януковича» працював останній місяць) Борис Пенчук виступив на пресконференції де зрікся претензій до Колеснікова та заявив, що це міністр Луценко підмовив його до судового процесу проти Колеснікова в 2005 році (пізніше, в 2010 році, Пенчук заявив, що це каяття було викликане шаленим тиском на нього та його родину в 2007 році, і що у нього була домовленість з Борисом Колесніковим — в обмін на «відмову від претензій до Колеснікова» Пенчука перестануть переслідувати). Але це каяття не допомогло Пенчуку, і 9 жовтня 2008 року Борис Пенчук був арештований в Донецьку.
2 березня 2009 року Ворошилівський районний суд м. Донецьк виніс вирок, за яким Борис Пенчук визнаний винним в наклепі на Колеснікова та засуджений до позбавлення волі на 8 років суворого режиму з конфіскацією майна — це небачено суворий вирок по статті «за наклеп».

### Видання доповненого варіанту книжки. Засудження на 8 років
Незадовго до винесення вироку — фонд Пенчука «Антикорупція» видав доповнений варіант книги «Донецкая мафия. Антология» в перекладі на українську мову під назвою «Донецька мафія. Перезагрузка». Тоді ж Київський районний суд м. Донецька постановив — знищити увесь тираж цією книги, але виконати це не вдалося, оскільки значна частина тиражу розповсюджувалася в Великій Британії.

### Верховний Суд визнав Пенчука невинним у «вимаганні»
23 лютого 2010 року Верховний Суд (головою Верховного Суду в той час був член БЮТ Василь Онопенко) скасував Пенчуку вирок за статтею «вимагання», тобто частково виправдав його.
22 квітня 2010 року Богунський райсуд м. Житомір замінив Пенчуку умови виконання покарання, тобто невідбута частина покарання замінена виправними роботами терміном на 2 роки! Пенчук вийшов на свободу та влаштувався на роботу.
Але 7 вересня 2010 Житомирський апеляційний суд скасував рішення районного суду — тобто Пенчук знову опинився за ґратами. Після цього рішення суду — Пенчук виступив в пресі (23.9.2010) та знову заявив, що «Білий лебедь» у нього відібрали таки силоміць; і що «заяву проти Луценка» він робив під жорстким тиском регіоналів (в ті часи генпрокуратуру очолювали «донецькі» Медведько та Ренат Кузьмін). Пенчук заявив, що в 2007 році Колесніков особисто обіцяв йому — припинити проти нього (та його сім'ї) усі переслідування, але свого слова не дотримав. Також Пенчук звернув увагу громадськості, що :
- «Тепер після того, як ВСУ встановив, що я не був вимагачем, уже Колесников повинен потрапити під статтю 383 Кримінального кодексу, за якою я відбув у в'язниці 19 місяців. Це стаття про відповідальність за неправдиві свідчення. А саме він виявився брехуном»[3].

## Судові позови до авторів книжки
Відразу після видання книги (в 2006) на автора Бориса Пенчука було подано декілька судових позовів.

### Звинувачення у наклепі на генерала міліції Малишева
22 червня 2006 року в Калінінському райсуді Донецька було об'явлено про те, що народний депутат України та генерал міліції Володимир Малишев (який в 1990-і працював на посаді керівника міліції Донецької області, а пізніше — став працювати керівником охорони корпорації СКМ Ріната Ахметова) виграв судовий позов у авторів книжки «Донецька мафія»; а саме, Малишев вимагав, щоб:
- відповідачі спростували свій наклеп (в книзі автори робили висновок, що Малишев і лідери донбаського олігархічного клану причетні до фізичного усунення неугодних бізнесменів);
- також Малишев вимагав, щоб автори книжки виплатили йому за заподіяний моральний збиток символічну суму — шістдесят американських центів;
- і щоб увесь тираж «Донецької мафії», випущений київським видавництвом «Поліграфкнига», був би знищений.[6]

Але Борис Пенчук заявив, що книжка «Донецька мафія» переведена на англійську мову та знаходиться за кордонами України.

### Звинувачення у наклепі на Б. Колеснікова
У 2006 році Партія регіонів домовилася з президентом Ющенком про спільне створення правлячої коаліції у Верховній Раді, та про створення «другого уряду Януковича» (в якому було 9 міністрів, призначених від Ющенка).
На хвилі повернення «регіоналів» у владу — в серпні 2006 року Борис Колесніков подав позов на Бориса Пенчука, звинувативши останнього у наклепі (в книжці «Донецька мафія» Пенчук звинуватив Колеснікова у тому, що Колесніков шляхом тиску відібрав у Пенчука його торговельний комплекс «Білий лебідь» в Донецьку).
7 листопада 2006 року Київський райсуд Донецька задовольнив позов Бориса Колеснікова до Б. Пенчука, й зобов'язав знищити весь наклад книжки «Донецька мафія». Після Колесникова на авторів «Донецької мафії» поскаржився Олександр Кучинський, звинувативши їх у плагіаті. Обидва позови розглядав суддя Віктор Попревич.

### Звинувачення у плагіаті. 2006 рік
Після «позова Колеснікова», восени 2006 року головний редактор донецького тижневика «Кримінал-Експрес» Олександр Кучинський звинуватив авторів книги в плагіаті й подав на них позов до суду. Основні претензії стосувалися фрагментів, які були включені в «Донецьку мафію» з посиланням на сайт донецького журналіста Олександра Тимошенко. Тобто донецький журналіст Олександр Тимошенко в 2004 році створив в інтернеті довідник з питання «кримінального Донецька»; і включив у цей довідник статті з «Кримінал-Експрес», але без посилання на «Кримінал-Експрес». Тому Пенчук та Кузін вказували, що цитати належать О. Тимошенко, а треба було вказувати на «Кримінал-Експрес». Але все рівно з боку Пенчука та Кузіна не було «плагіату, привласнення авторського права», бо вони явно вказали, що це матеріали не їх авторства. Адвокати Пенчука вказували :
- Ця помилка сталася з вини Олександра Тимошенко, який не вказав «Кримінал-Експрес» як джерело запозичення текстів. Але до О. Тимошенко ніхто не звертався з претензіями (станом на лютий 2007 рік Олександр Тимошенко знаходився в США, куди виїхав для навчання в 2006 році; журналістам він сказав, що збирається повернутися в Україну за рік).[4]
- Пенчук та Кузін нічого не вигравали від посилання на О. Тимошенко замість «Кримінал-Експресу». Тобто не існував «злочинний умисел», бо для Пенчука та Кузіна були б навіть більш переконливими посилання на «Кримінал-Експрес», а не на сайт О. Тимошенко.
- Адвокати Пенчука зазначали важливу деталь: сам позивач Олександр Кучинський в книзі «Хроніки донецького бандитизму» запозичив статті інших авторів, які друкувалися в його газеті «Кримінал-Експрес», але не вказав прізвища цих авторів, тобто привласнив авторство статей, вдався до плагіату[1].

Але незважаючи на все це, Київський районний суд міста Донецьк 7 лютого 2007 року зобов'язав авторів книги «Донецька мафія» Пенчука та Кузіна виплатити Олександрові Кучинському 260 тис. грн. (тобто близько 52 тис. дол.) «прямих матеріальних і моральних збитків» В результаті за цією справою було заарештовано майно Бориса Пенчука: дві донецькі квартири, машина та рахунки фонду «Антикорупція». 
В підсумку по цій справі можна зазначити:
- «Засудження за плагіат» є безпрецедентним в Україні — відомо декілька скандалів щодо плагіату (зокрема, плагіат в промові міністра «уряду Азарова» Раїси Богатирьової[8], плагіат в наукових працях спікера парламенту Володимира Литвина)[9], але лише у Пенчука «за плагіат» забрали квартиру, машину та фонд.
- Пенчука засудили за «плагіат, якого не було», адже він явно вказав в книзі, що не є автором певних фрагментів книги (тобто не привласнював авторство).

### Засудження Пенчука на вісім років
2 березня 2008 року за позовом Колеснікова (справа про наклеп щодо рейдерського захоплення Колесніковим супермаркету Пенчука «Білий лебідь») Пенчук був засуджений до восьми років позбавлення волі в колонії суворого режиму, з конфіскацією майна. Цей вирок був безпрецедентно жорстким і став ще одним прикладом «вибіркового правосуддя».
Борис Пенчук вважає, що в тюрмі йому загрожує небезпека, він заявив: «Якщо знову потраплю до тюрми, уже ніколи звідти не повернуся живим».